# يو ال (منظمة سلامة)

شعار المنظمة

يو ال أو بالانجليزية «UL وهي اختصار لجملة معامل اندر رايتر Underwriters Laboratories» هي مؤسسة أمريكية معنية باستشارات السلامة Safety ومنح شهاداتها، مقرها الرئيسي في ولاية إلينوي ولديها مكاتب في 46 دولة، تم تأسيسها في عام 1894 م وشاركت في تحليل السلامة للعديد من التقنيات الحديثة في القرن الحديث

## تاريخ

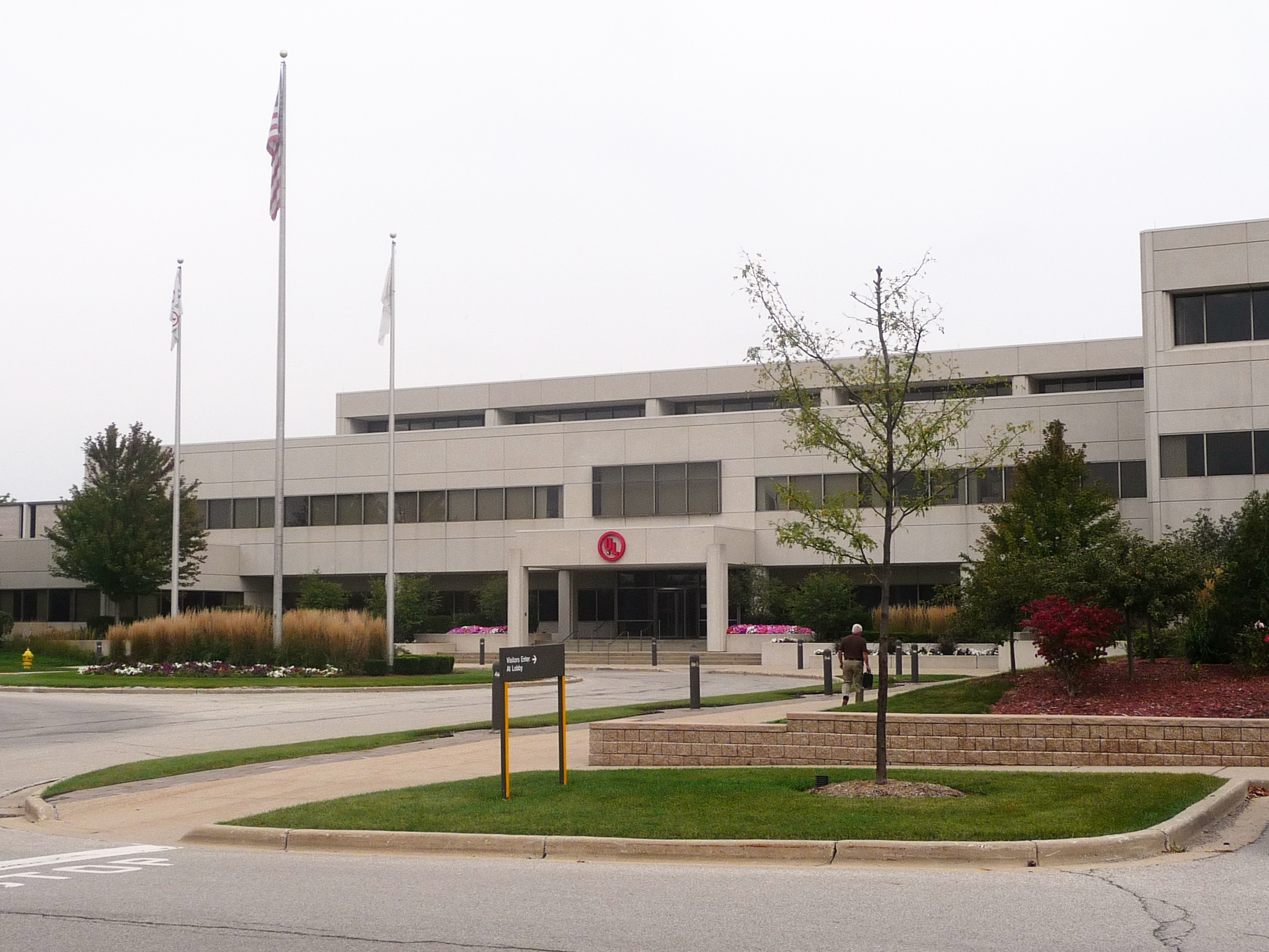
مقر المؤسسة

تم إنشاء معامل أندر رايتر في عام 1894 م على يد المهندس الكهربائي ذو ال 25 عاما ويليام هنري ميريل في مدينة بوسطن الأمريكية والذي قد كان في رحلة استكشاف للمعرض العالمي للكهرباء في مدينة شيكاغو ، إلا أن ويليام قد قرر العمل على تطوير معايير قياس مخاطر الحوادث نتيجة لاستخدام الاجهزة

تعد يو ال أحد المؤسسات المعتمدة من إدارة السلامة والصحة المهنية لأجراء الاختبارات الخاصة بالسلامة والتي يطلق مجموعة تلك المؤسسات ب NRTL ( اختصار معامل الاختبارات المعتمدة محليا)
سرعان ما ذهب ميريل إلى العمل على تطوير المعايير وإطلاق الاختبارات وتصميم المعدات وكشف المخاطر. إلى جانب عمله في منظمة  التأمين  كما عمل ميريل كأمين خزينة الجمعية الوطنية للحماية من الحرائق (1903-1909) والرئيس (1910-1912) وكان عضوًا نشطًا في لجنة شيكاغو واللجنة النقابية. في عام 1916 أصبح ميريل أول رئيس لمنظمة السلامة. في عام 1903 نشرت  مختبرات التأمين أول معيار لها اسمته 'Tin Clad Fire Doors'
في عام 1905أنشأت مختبرات التأمين  خدمة تسمية لبعض فئات المنتجات التي تتطلب المزيد من عمليات الفحص المتكررة. في عام 1906 قدمت مختبرات التأمين  علامتها لتوضيح المنتجات التي اجتازت الاختبار.  أجرى مفتشو المنظمة أول عمليات تفتيش للمصنع على المنتجات الموصوفة في منشآت المصنعين
توسعت مختبرات التأمين لتصبح منظمة تضم 64 مختبراً، ومرافق اختبار واصدرت شهادات تخدم عملائها في 104 دولة
وقد تطورت من جذورها في السلامة الكهربائية والحرائق لمعالجة قضايا السلامة على نطاق أوسع  مثل المواد الخطرة  ونوعية المياه وسلامة الأغذية  واختبار الأداء وتعليم السلامة والامتثال والاستدامة البيئية.
في 1 يناير 2012 ، تحولت شركة التأمين  من منظمة غير هادفة للربح إلى شركة ربحية في الولايات المتحدة. شركة فرعية جديدة تسمى ببساطة منظمة مختبرات التأمين
معامل التأمين  وشهادتها التجارية  شركة ذات مسؤولية محدودة و استحوذت على اختبار منتجات  

## معايير منظمة مختبرات التأمين (UL)

### معايير الاستدامة
يو ال 106 معيار الاستدامة الخاصة بالاضاءات (قيد التطوير)
يو ال  110 معيار الاستدامة للهواتف النقالة

### المعايير للمنتجات الكهربائية والإلكترونية
اليو ال 153 مصابيح كهربية متنقلة
اليو ال 167 أجهزة الطهي الكهربائية التجارية
اليو ال 796 لوحات الأسلاك المطبوعة
الاجهزة المنزلية الكهربائية للطهي والأطعمة 1026اليو ال
اليو ال 1492منتجات الصوت والفيديو وملحقاتهما
اليو ال1598 الإضاءات
اليو ال 1642 بطاريات الليثيوم
اليو ال 1995 معدات التدفئة والتبريد
اليو ال 6500 الصوت والفيديو والآلات الموسيقية للأغراض المنزلية والتجارية والإستخدامات العامة المماثلة
اليو ال 60065 الصوت والفيديو والأجهزة الإلكترونية المماثلة:متطلبات السلامة
اليو ال  60335 الأجهزة  الكهربائية المنزلية وماشابهها  الجزءالأول: المتطلبات العامة
اليو ال  60335-2-24 الأجهزة الكهربائية ومشابهها الجزء الثانى:المتطلبات الخاصة بضاغطات المحرك
اليو ال 60335-2-3 الأجهزة الكهربائية المنزلية وماشابهها، الجزء الثاني: المتطلبات الخاصة بالمكواة الكهربائية
اليو ال 60335-2-8 الأجهزة الكهربائية المنزلية وماشابهها، الجزء الثاني: المتطلبات الخاصة لماكينات الحلاقة وأجهزة قص الشعر وأدوات مماثلة
اليو ال 60950 معدات تكنولوجيا المعلومات
اليو ال  60950-1 معدات تكنولوجيا المعلومات - السلامة، الجزء 1: المتطلبات العامة
اليو ال 60950-21 معدات تكنولوجيا المعلومات - السلامة، الجزء 21: التغذية بالطاقة عن بعد
اليو ال60950-22 معدات تكنولوجيا المعلومات - السلامة، الجزء 22: المعدات المراد تركيبها في الخارج
اليو ال  60950-23 معدات تكنولوجيا المعلومات - السلامة، الجزء 23: معدات تخزين البيانات الكبيرة

### معايير سلامة الحياة
اليو ال 217  أجهزة إنذار الدخان أحادية ومتعددة
اليو ال268 كاشفات الدخان لأنظمة إشارات الحماية من الحرائق
كاشفات الدخان لتطبيق مجاري الهواء 268A  اليو ال
اليو ال 1626  الرشاشات السكنية لخدمة الحماية من الحريق
اليو ال 1971 أجهزة تشوير للضعاف السمع

## علامة المكونات المعترف بها
«علامة المكونات المعترف بها» هي نوع من علامة الجودة الصادرة عن مختبرات Underwriters. يتم وضعه على مكونات تهدف إلى أن تكون جزءًا من منتج مدرج في قوائم UL ، ولكنها لا تتحمل الشعار الكامل لـ UL نفسها. [10]  لا يصادف عامة الناس عادةً هذه العلامة لأنها توضع على المكونات التي تستخدم في التصنيع وتشكل المنتجات النهائية.

## وصلات خارجية
- قائمة المختبرات المعتمدة من OSHA